# Провулок Барбари Сангушко (Іллінці)
Прову́лок Барбари Санґушко (до 30.12.2015 — Леніна)  — провулок у місті Іллінці, місцевість Варварівка. Пролягає від вулиці Соборної до вулиці Лялі Ратушної.

## Історія
Провулок виник у кніці XIX століття. Зараз забудований приватними будинками.
У часи СРСР набув назву Провулок Леніна, на честь російського більшовицького революціонера.
Сучасна назва на честь польської і української перекладачки, поетеси, філантропки, дочки власника Іллінецького маєтку Ієроніма Сангушки. Барбари Сангушкової. Від імені якої і походить сучасна назва місцевості Варварівка, яка до 1917 року називалась 
Барбарівкою.